# Pavao Rudan
Pavao Rudan, hrvaški zdravnik, antropolog, pedagog in akademik, * 15. december 1942, Zagreb.
Rudan je predavatelj na Medicinski fakulteti in na Naravoslovno-matematični fakulteti v Zagrebu; je član Hrvaške akademije znanosti in umetnosti, bivše Jugoslovanske akademije znanosti in umetnosti in Akademije za medicinske znanosti Hrvaške.